# Kinh tế Jordan
Jordan là một nước nhỏ với nguồn tài nguyên thiên nhiên hạn chế nhưng nền kinh tế đã có sự tiến bộ lớn kể từ khi bắt đầu thành lập quốc gia. GDP bình quân đầu người hiện nay  Lưu trữ ngày 4 tháng 5 năm 2012 tại Wayback Machine đã tăng đến 351% so với những năm 1970. Jordan chỉ có trên 10% diện tích đất liền có thể trồng trọt được, thêm vào đó là sự thiếu hụt nguồn nước. Lượng mưa không ổn định, và nhiều nguồn nước không thể dùng lại. Nền kinh tế Jordan tập trung chủ yếu vào các lĩnh vực gồm: du lịch; các sản phẩm hỗ trơn nông nghiệp như phân lân, ka li cácbonnát, các loại phân bón; tiền gửi từ nước ngoài; và sự viện trợ kinh tế. Thiếu rừng, nguồn dự trữ than đá, thủy điện và dầu mỏ tự nhiên, Jordan chỉ có thể trông cậy vào lượng khí tự nhiên đáp ứng được 10% năng lượng cần thiết của đất nước. Jordan phụ thuộc vào Iraq về dầu mỏ cho đến tận cuộc xâm lược Iraq vào năm 2003 bởi Hoa Kỳ.

## Tổng sản phẩm quốc dân
Dưới đây là biểu đồ xu hướng tổng sản phẩm quốc nội của Jordan theo giá cả thị trường được ước tính bởi Quỹ tiền tệ quốc tế, đơn vị tính là triệu Dinars Jordan.
| Năm  | Tổng sản phẩm quốc nội | Tỷ giá trao đổi USD   | Chỉ số lạm phát (2000=100) |
| ---- | ---------------------- | --------------------- | -------------------------- |
| 1980 | 1,165                  | 0.29 Jordanian Dinars | 35                         |
| 1985 | 1,971                  | 0.39 Jordanian Dinars | 45                         |
| 1990 | 2,761                  | 0.66 Jordanian Dinars | 70                         |
| 1995 | 4,715                  | 0.70 Jordanian Dinars | 87                         |
| 2000 | 5,999                  | 0.70 Jordanian Dinars | 100                        |
| 2005 | 9,118                  | 0.70 Jordanian Dinars | 112                        |

Để tính theo sức mua tương đương, 1 USD = 0.34 Dinars.